# Unione Sportiva Sassuolo Calcio 2015-2016
Questa voce raccoglie le informazioni riguardanti l'Unione Sportiva Sassuolo Calcio nelle competizioni ufficiali della stagione 2015-2016.

## Stagione

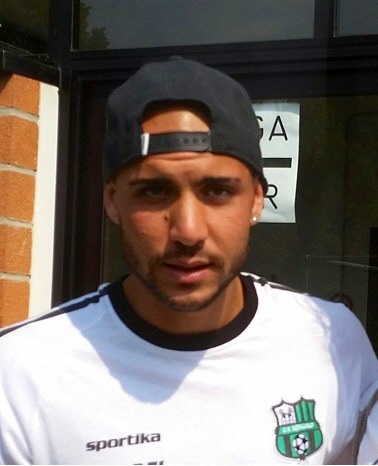
L'attaccante Simone Zaza, ceduto alla Juventus dopo un biennio a Reggio Emilia.

Dopo la seconda salvezza consecutiva, i neroverdi cedono Zaza alla Juventus: nel biennio appena trascorso, l'attaccante era divenuto il primatista del club in quanto a presenze nel massimo campionato (64 apparizioni). Il Sassuolo apre, a sorpresa, il campionato 2015-16 con due vittorie in fila: a farne le spese sono il Napoli, sconfitto per 2-1 in rimonta, e il Bologna che si arrende per 1-0. La formazione emiliana rimane imbattuta sino agli inizi di ottobre, disputando un girone di andata al di sopra delle attese: nelle prime 19 giornate, inoltre, la squadra non riporta alcuna battuta d'arresto tra le mura amiche. La prima parte di campionato va in archivio con un'ulteriore impresa, ovvero la vittoria in casa dell'Inter firmata dal rigore di Berardi nel recupero.
Il Sassuolo vede la sua inespugnabilità casalinga interrotta soltanto a fine gennaio, per la sconfitta con il Bologna: l'ultima disfatta sul proprio terreno era datata aprile 2015. I risultati del girone di ritorno, tuttavia, vedono la compagine concorrere addirittura per l'Europa League: decisiva, in tal senso, è la vittoria per 2-0 contro il Milan. La posizione finale è il sesto posto, raggiunto grazie ad un'altra affermazione sull'Inter. Successivamente, la sconfitta dei rossoneri in finale di Coppa Italia comporta l'ammissione del Sassuolo alla seconda coppa europea per importanza: il piazzamento in classifica determina l'accesso ai turni preliminari dell'edizione 2016-17.

## Divise e sponsor
Per quanto concerne la fornitura tecnica, il Sassuolo Calcio termina dopo otto anni il rapporto con la Sportika per sottoscrivere un nuovo contratto di sei stagioni con la Kappa. Per la quattordicesima stagione consecutiva, lo sponsor che pone il suo marchio sulla divisa neroverde è la Mapei, società che produce materiali chimici per l'edilizia, di proprietà della famiglia Squinzi e di cui Giorgio, patron del Sassuolo Calcio, è amministratore unico.
| Casa | Trasferta | Terza divisa |

| 1ª portiere | 2ª portiere |

## Organigramma societario
Area direttiva
- Presidente e amministratore delegato: Carlo Rossi[2]
- Vice presidente: Adriana Spazzoli[2]
- Vice presidente: Sergio Sassi[2]
- Amministratore delegato e direttore generale: Giovanni Carnevali[2]

Area organizzativa
- Team manager: Massimiliano Fusani[2]
- Segreteria generale: Andrea Fabris[2]
- Direttore amministrativo: Filippo Spitaleri[2]
- Segreteria amministrativa: Rossana Nadini[2]
- Biglietteria: Barbara Prati[2]
- Gestione magazzino: Luigi Piccolo[2]
- Magazzinieri: Alfonso De Santo, Paolo Bondi, Manuel Aldini[2]

Area comunicazione
- Ufficio stampa: Massimo Paroli, Massimo Pecchini[2]
- Web e social network: Chiara Bellori[2]
- Delegato ai tifosi: Remo Morini[2]

Area marketing
- Area Marketing, comunicazione e sponsorizzazioni: Master Group Sport[2]

Area tecnica
- Direttore area tecnica: Guido Angelozzi[2]
- Direttore sportivo: Giovanni Rossi[2]
- Segretario sportivo: Gerardo Esposito[2]
- Allenatore: Eusebio Di Francesco[1]
- Vice allenatore: Danilo Pierini[1]
- Collaboratori tecnici: Francesco Tomei, Rino Gandini[1]
- Preparatore portieri: Fabrizio Lorieri[1]
- Preparatori atletici: Nicandro Vizoco, Maurizio Fanchini, Franco Giammartino[1]
- Elaborazione dati atletici: Marco Riggio[1]

Area sanitaria
- Coordinatore sanitario: Dott. Claudio Pecci[1]
- Responsabile sanitario: Dott. Claudio Rigo[1]
- Medico sociale: Dott. Paolo Minafra[1]
- Supporto scientifico e coordinamento preparazione atletica: Ermanno Rampinini, Centro Ricerche Mapei Sport[1]
- Assistenza nutrizionale: Dott. Luca Mondazzi, Centro Ricerche Mapei Sport[1]
- Fisioterapisti: Andrea Acciarri, Gennady Belenky, Nicola Daprile, Davide Valle[1]
- Valutazioni funzionali: Centro Ricerche Mapei Sport[1]

## Rosa
Rosa e numerazione sono aggiornati al 2 febbraio 2016.
| N. |                    | Ruolo | Calciatore                      |
| -- | ------------------ | ----- | ------------------------------- |
| 1  | Italia (bandiera)  | P     | Alberto Pomini                  |
| 3  | Italia (bandiera)  | D     | Alessandro Longhi               |
| 4  | Italia (bandiera)  | C     | Francesco Magnanelli (capitano) |
| 5  | Italia (bandiera)  | D     | Luca Antei                      |
| 6  | Italia (bandiera)  | C     | Lorenzo Pellegrini              |
| 7  | Italia (bandiera)  | C     | Simone Missiroli                |
| 8  | Italia (bandiera)  | C     | Davide Biondini                 |
| 9  | Italia (bandiera)  | A     | Diego Falcinelli                |
| 10 | Tunisia (bandiera) | C     | Karim Laribi                    |
| 11 | Croazia (bandiera) | D     | Šime Vrsaljko                   |
| 13 | Italia (bandiera)  | D     | Federico Peluso                 |
| 15 | Italia (bandiera)  | D     | Francesco Acerbi                |
| 16 | Italia (bandiera)  | C     | Matteo Politano                 |
| 17 | Italia (bandiera)  | A     | Nicola Sansone                  |
| 20 | Italia (bandiera)  | D     | Lorenzo Ariaudo                 |

| N. |                    | Ruolo | Calciatore           |
| -- | ------------------ | ----- | -------------------- |
| 21 | Italia (bandiera)  | D     | Leonardo Fontanesi   |
| 23 | Italia (bandiera)  | D     | Marcello Gazzola     |
| 25 | Italia (bandiera)  | A     | Domenico Berardi     |
| 26 | Italia (bandiera)  | D     | Emanuele Terranova   |
| 28 | Italia (bandiera)  | D     | Paolo Cannavaro      |
| 29 | Italia (bandiera)  | A     | Marcello Trotta      |
| 32 | Ghana (bandiera)   | C     | Alfred Duncan        |
| 37 | Italia (bandiera)  | C     | Jérémie Broh         |
| 47 | Italia (bandiera)  | P     | Andrea Consigli      |
| 79 | Italia (bandiera)  | P     | Gianluca Pegolo      |
| 83 | Italia (bandiera)  | A     | Antonio Floro Flores |
| 92 | Francia (bandiera) | A     | Grégoire Defrel      |
| 98 | Italia (bandiera)  | D     | Claud Adjapong       |
| 99 | Italia (bandiera)  | A     | Sergio Floccari      |

## Calciomercato

### Sessione estiva(dal 1º/7 al 31/8)
| Acquisti         | Acquisti           | Acquisti     | Acquisti                                            |
| R.               | Nome               | da           | Modalità                                            |
| ---------------- | ------------------ | ------------ | --------------------------------------------------- |
| D                | Lorenzo Pellegrini | Roma         | definitivo (1,25 milioni €)                         |
| C                | Alfred Duncan      | Sampdoria    | prestito                                            |
| C                | Karim Laribi       | Bologna      | fine prestito                                       |
| A                | Grégoire Defrel    | Cesena       | definitivo                                          |
| A                | Diego Falcinelli   | Perugia      | fine prestito                                       |
| A                | Matteo Politano    | Roma         | prestito                                            |
| Altre operazioni |                    |              |                                                     |
| R.               | Nome               | da           | Modalità                                            |
| P                | Bryan Costa        | L.R. Vicenza | prestito                                            |
| P                | Matteo De Bastiani | Padova       | prestito                                            |
| P                | Brian Vassallo     | Inter        | prestito                                            |
| D                | Luca Antei         | Roma         | definitivo                                          |
| D                | Lorenzo Ariaudo    | Genoa        | fine prestito                                       |
| D                | Federico Artioli   | SPAL         | definitivo                                          |
| D                | Raffaele Celia     | Catanzaro    | definitivo                                          |
| D                | Marco Cilloni      | Correggese   | prestito                                            |
| D                | Patrick Corbelli   | Parma        | svincolato                                          |
| D                | Cristian Dell'Orco | Parma        | svincolato                                          |
| D                | Manuel Ferrini     | Verucchio    | prestito                                            |
| D                | Erlic Martin       | Parma        | svincolato                                          |
| D                | Domenico Murro     | Parma        | svincolato                                          |
| D                | Luca Ravanelli     | Parma        | svincolato                                          |
| C                | Jérémie Broh       | Parma        | svincolato                                          |
| C                | Daniele Cipolla    | Parma        | svincolato                                          |
| C                | Nicholas Pierini   | Empoli       | definitivo                                          |
| C                | Giovanni Sbrissa   | L.R. Vicenza | prestito                                            |
| C                | Giacomo Zecca      | Piacenza     | definitivo                                          |
| A                | Domenico Berardi   | Juventus     | riscatto compartecipazione (10 milioni € in 4 anni) |

| Cessioni         | Cessioni           | Cessioni  | Cessioni                            |
| R.               | Nome               | a         | Modalità                            |
| ---------------- | ------------------ | --------- | ----------------------------------- |
| P                | Ciro Polito        |           | svincolato                          |
| D                | Paolo Bianco       |           | fine carriera                       |
| D                | Cesare Natali      |           | svincolato                          |
| C                | Matteo Brighi      | Bologna   | definitivo                          |
| C                | Raman Chibsah      | Frosinone | prestito                            |
| C                | Dejan Lazarević    | Chievo    | fine prestito                       |
| C                | Saphir Taïder      | Inter     | fine prestito                       |
| A                | Anastasios Donis   | Juventus  | fine prestito                       |
| A                | Simone Zaza        | Juventus  | definitivo (18 milioni € in 3 anni) |
| Altre operazioni |                    |           |                                     |
| R.               | Nome               | a         | Modalità                            |
| D                | Cristian Dell'Orco | Novara    | prestito                            |
| D                | Claudio Zappa      | Juventus  | definitivo                          |
| C                | Lorenzo Benucci    | Juventus  | prestito                            |
| C                | Jasmin Kurtić      | Atalanta  | definitivo                          |
| C                | Marcello Sereni    | Parma     | prestito                            |

### Sessione invernale(dal 4/1/2016 all'1/2/2016)
| Acquisti | Acquisti        | Acquisti | Acquisti                   |
| R.       | Nome            | da       | Modalità                   |
| -------- | --------------- | -------- | -------------------------- |
| C        | Stefano Sensi   | Cesena   | definitivo (5 milioni €)   |
| C        | Luca Mazzitelli | Roma     | definitivo (3.5 milioni €) |
| A        | Marcello Trotta | Avellino | definitivo (2.8 milioni €) |
| A        | Aladje          | Prato    | fine prestito              |

| Cessioni | Cessioni             | Cessioni | Cessioni                   |
| R.       | Nome                 | a        | Modalità                   |
| -------- | -------------------- | -------- | -------------------------- |
| C        | Stefano Sensi        | Cesena   | prestito                   |
| A        | Sergio Floccari      | Bologna  | definitivo (0.5 milioni €) |
| A        | Antonio Floro Flores | Chievo   | prestito                   |
| D        | Lorenzo Ariaudo      | Empoli   | prestito                   |
| A        | Aladje               | Ischia   | prestito                   |
| C        | Luca Mazzitelli      | Brescia  | prestito                   |
| D        | Leonardo Fontanesi   | Cesena   | prestito                   |

## Risultati

### Serie A

#### Girone di andata
| Arbitro: | Doveri (Roma) |

|                                 |           |           |
| Floro Flores 32’ N. Sansone 84’ | Marcatori | 3’ Hamšík |

| Arbitro: | Russo (Nola) |

|  |           |                  |
|  | Marcatori | 86’ Floro Flores |

| Arbitro: | Mariani (Aprilia) |

|                                 |           |                  |
| Magnanelli 22’ Floro Flores 41’ | Marcatori | 13’, 33’ Pinilla |

| Arbitro: | Massa (Imperia) |

|                     |           |                         |
| Totti 36’ Salah 49’ | Marcatori | 22’ Defrel 45’ Politano |

| Arbitro: | Pairetto (Nichelino) |

|  |           |              |
|  | Marcatori | 35’ Floccari |

| Arbitro: | Fabbri (Ravenna) |

|           |           |          |
| Defrel 3’ | Marcatori | 24’ Pepe |

| Arbitro: | Calvarese (Teramo) |

|               |           |  |
| Maccarone 88’ | Marcatori |  |

| Arbitro: | Guida (Torre Annunziata) |

|                                 |           |              |
| Berardi 7’ (rig.) Missiroli 60’ | Marcatori | 67’ Anderson |

| Arbitro: | Rocchi (Firenze) |

|                                   |           |             |
| Bacca 31’ (rig.) Luiz Adriano 86’ | Marcatori | 53’ Berardi |

| Arbitro: | Gervasoni (Mantova) |

|                |           |  |
| N. Sansone 20’ | Marcatori |  |

| Udine 1º novembre 2015, ore 15:00 CET 11ª giornata | Udinese         | 0 – 0 referto | Sassuolo | Stadio Friuli (13 277 spett.)\| Arbitro: \| La Penna (Roma) \| |
| Arbitro:                                           | La Penna (Roma) |               |          |                                                                |

| Arbitro: | Valeri (Roma) |

|                |           |  |
| N. Sansone 28’ | Marcatori |  |

| Arbitro: | Rizzoli (Bologna) |

|                            |           |              |
| Rincòn 51’ Pavoletti 90+5’ | Marcatori | 90+4’ Acerbi |

| Arbitro: | Massa (Imperia) |

|              |           |                 |
| Floccari 42’ | Marcatori | 6’ Borja Valero |

| Arbitro: | Mariani (Aprilia) |

|               |           |                                        |
| Zukanović 90’ | Marcatori | 8’ Acerbi 27’ Floccari 39’ Pellegrinii |

| Arbitro: | Celi (Bari) |

|            |           |             |
| Acerbi 40’ | Marcatori | 22’ Belotti |

| Arbitro: | Guida (Torre Annunziata) |

|          |           |              |
| Toni 39’ | Marcatori | 34’ Floccari |

| Arbitro: | Pairetto (Nichelino) |

|                                 |           |                       |
| Ajeti 22’ (aut.) Falcinelli 75’ | Marcatori | 16’ Dionisi 45’ Ajeti |

| Arbitro: | Doveri (Roma) |

|  |           |                      |
|  | Marcatori | 90+4’ (rig.) Berardi |

#### Girone di ritorno
| Arbitro: | Giacomelli (Trieste) |

|                                 |           |                      |
| Callejón 19’ Higuaín 42’, 90+3’ | Marcatori | 3’ (rig.) Falcinelli |

| Arbitro: | Cervellera (Taranto) |

|  |           |                                |
|  | Marcatori | 68’ Giaccherini 90+4’ Floccari |

| Arbitro: | Gavillucci (Latina) |

|           |           |             |
| Denis 32’ | Marcatori | 27’ Berardi |

| Arbitro: | Calvarese (Teramo) |

|  |           |                             |
|  | Marcatori | 11’ Salah 90+4’ El Shaarawy |

| Arbitro: | Maurizio Mariani (Aprilia) |

|                            |           |                          |
| Defrel 45+1’ Missiroli 50’ | Marcatori | 30’ Vázquez 53’ Đurđević |

| Arbitro: | Ghersini (Genova) |

|                  |           |                |
| Birsa 29’ (rig.) | Marcatori | 30’ N. Sansone |

| Arbitro: | Valeri (Roma) |

|                             |           |                                    |
| Berardi 41’ Defrel 48’, 50’ | Marcatori | 36’ Zieliński 70’ (rig.) Maccarone |

| Arbitro: | Damato (Barletta) |

|  |           |                               |
|  | Marcatori | 41’ (rig.) Berardi 67’ Defrel |

| Arbitro: | Giacomelli (Trieste) |

|                           |           |  |
| Duncan 27’ N. Sansone 72’ | Marcatori |  |

| Arbitro: | Celi (Bari) |

|            |           |  |
| Dybala 36’ | Marcatori |  |

| Arbitro: | Di Bello (Brindisi) |

|              |           |           |
| Politano 64’ | Marcatori | 8’ Zapata |

| Arbitro: | Cervellera (Taranto) |

|              |           |                                     |
| Gagliolo 25’ | Marcatori | 4’ N. Sansone 35’ Defrel 73’ Acerbi |

| Arbitro: | Gavillucci (Latina) |

|  |           |              |
|  | Marcatori | 42’ Dzemaili |

| Arbitro: | Banti (Livorno) |

|                                              |           |             |
| Rodríguez 10’ Iličič 57’ Consigli 83’ (aut.) | Marcatori | 55’ Berardi |

| Reggio nell'Emilia 20 aprile 2016, ore 18:30 CEST 34ª giornata | Sassuolo          | 0 – 0 referto | Sampdoria | Mapei Stadium - Città del Tricolore (9 392 spett.)\| Arbitro: \| Mariani (Aprilia) \| |
| Arbitro:                                                       | Mariani (Aprilia) |               |           |                                                                                       |

| Arbitro: | Fabbri (Ravenna) |

|          |           |                                       |
| Peres 7’ | Marcatori | 2’ N. Sansone 75’ Peluso 90+4’ Trotta |

| Arbitro: | Gavillucci (Latina) |

|                |           |  |
| Pellegrini 58’ | Marcatori |  |

| Arbitro: | Cervellera (Taranto) |

|  |           |              |
|  | Marcatori | 85’ Politano |

| Arbitro: | Gervasoni (Mantova) |

|                                 |           |             |
| Politano 6’, 38’ Pellegrini 26’ | Marcatori | 31’ Palacio |

### Coppa Italia

#### Turni preliminari
| Arbitro: | Calvarese (Teramo) |

|                                 |           |  |
| Falcinelli 53’ Floro Flores 66’ | Marcatori |  |

| Arbitro: | Gavillucci (Latina) |

|  |           |         |
|  | Marcatori | 36’ Sau |

## Statistiche
Statistiche aggiornate al 15 maggio 2016

### Statistiche di squadra
| Competizione | Punti | In casa | In casa | In casa | In casa | In casa | In casa | In trasferta | In trasferta | In trasferta | In trasferta | In trasferta | In trasferta | Totale | Totale | Totale | Totale | Totale | Totale | DR  |
| Competizione | Punti | G       | V       | N       | P       | Gf      | Gs      | G            | V            | N            | P            | Gf           | Gs           | G      | V      | N      | P      | Gf     | Gs     | DR  |
| ------------ | ----- | ------- | ------- | ------- | ------- | ------- | ------- | ------------ | ------------ | ------------ | ------------ | ------------ | ------------ | ------ | ------ | ------ | ------ | ------ | ------ | --- |
| Serie A      | 61    | 19      | 8       | 8       | 3       | 25      | 20      | 19           | 8            | 5            | 6            | 24           | 20           | 38     | 16     | 13     | 9      | 49     | 40     | +9  |
| Coppa Italia | -     | 2       | 1       | 0       | 1       | 2       | 1       | 0            | 0            | 0            | 0            | 0            | 0            | 2      | 1      | 0      | 1      | 2      | 1      | +1  |
| Totale       | 61    | 21      | 9       | 8       | 4       | 27      | 21      | 19           | 8            | 5            | 6            | 24           | 20           | 40     | 17     | 13     | 10     | 51     | 41     | +10 |

### Andamento in campionato
| Giornata  | 1 | 2 | 3 | 4 | 5 | 6 | 7 | 8 | 9 | 10 | 11 | 12 | 13 | 14 | 15 | 16 | 17 | 18 | 19 | 20 | 21 | 22 | 23 | 24 | 25 | 26 | 27 | 28 | 29 | 30 | 31 | 32 | 33 | 34 | 35 | 36 | 37 | 38 |
| --------- | - | - | - | - | - | - | - | - | - | -- | -- | -- | -- | -- | -- | -- | -- | -- | -- | -- | -- | -- | -- | -- | -- | -- | -- | -- | -- | -- | -- | -- | -- | -- | -- | -- | -- | -- |
| Luogo     | C | T | C | T | T | C | T | C | T | C  | T  | C  | T  | C  | T  | C  | T  | C  | T  | T  | C  | T  | C  | C  | T  | C  | T  | C  | T  | C  | T  | C  | T  | C  | T  | C  | T  | C  |
| Risultato | V | V | N | N | V | N | P | V | P | V  | N  | V  | P  | N  | V  | N  | N  | N  | V  | P  | P  | N  | P  | N  | N  | V  | V  | V  | P  | N  | V  | P  | P  | N  | V  | V  | V  | V  |
| Posizione | 1 | 1 | 6 | 5 | 3 | 4 | 5 | 4 | 6 | 5  | 5  | 5  | 5  | 5  | 6  | 7  | 7  | 6  | 7  | 7  | 7  | 7  | 7  | 7  | 7  | 7  | 7  | 7  | 7  | 7  | 7  | 7  | 7  | 7  | 7  | 6  | 6  | 6  |

Fonte:  Classifica, su legaseriea.it, Lega Nazionale Professionisti Serie A. URL consultato il 29 ottobre 2015 (archiviato dall'url originale il 12 giugno 2018).
Legenda:

Luogo: C = Casa; T = Trasferta. Risultato: V = Vittoria; N = Pareggio; P = Sconfitta.

### Statistiche dei giocatori
| Giocatore       | Serie A  | Serie A | Serie A     | Serie A    | Coppa Italia | Coppa Italia | Coppa Italia | Coppa Italia | Totale   | Totale | Totale      | Totale     |
| Giocatore       | Presenze | Reti    | Ammonizioni | Espulsioni | Presenze     | Reti         | Ammonizioni  | Espulsioni   | Presenze | Reti   | Ammonizioni | Espulsioni |
| --------------- | -------- | ------- | ----------- | ---------- | ------------ | ------------ | ------------ | ------------ | -------- | ------ | ----------- | ---------- |
| F. Acerbi       | 36       | 4       | 3           | 0          | 2            | 0            | 0            | 0            | 38       | 4      | 3           | 0          |
| C. Adjapong     | 2        | 0       | 0           | 0          | 0            | 0            | 0            | 0            | 2        | 0      | 0           | 0          |
| L. Antei        | 5        | 0       | 2           | 0          | 0            | 0            | 0            | 0            | 5        | 0      | 2           | 0          |
| L. Ariaudo      | 4        | 0       | 0           | 0          | 1            | 0            | 0            | 0            | 5        | 0      | 0           | 0          |
| D. Berardi      | 29       | 7       | 10          | 1          | 2            | 0            | 1            | 0            | 31       | 7      | 11          | 1          |
| D. Biondini     | 22       | 0       | 3           | 0          | 1            | 0            | 0            | 0            | 23       | 0      | 3           | 0          |
| J. Broh         | -        | -       | -           | -          | -            | -            | -            | -            | -        | -      | -           | -          |
| P. Cannavaro    | 31       | 0       | 8           | 0          | 1            | 0            | 0            | 0            | 32       | 0      | 8           | 0          |
| A. Consigli     | 37       | -38     | 3           | 1          | 1            | 0            | 0            | 0            | 38       | -38    | 3           | 1          |
| G. Defrel       | 33       | 7       | 2           | 1          | 2            | 0            | 0            | 0            | 35       | 7      | 2           | 1          |
| A. Duncan       | 33       | 1       | 5           | 0          | 2            | 0            | 0            | 0            | 35       | 1      | 5           | 0          |
| D. Falcinelli   | 26       | 2       | 1           | 0          | 2            | 1            | 0            | 0            | 28       | 3      | 1           | 0          |
| L. Fontanesi    | 0        | 0       | 0           | 0          | -            | -            | -            | -            | 0        | 0      | 0           | 0          |
| S. Floccari     | 7        | 4       | 1           | 0          | 0            | 0            | 0            | 0            | 7        | 4      | 1           | 0          |
| A. Floro Flores | 14       | 3       | 0           | 0          | 2            | 1            | 0            | 0            | 16       | 4      | 0           | 0          |
| M. Gazzola      | 9        | 0       | 1           | 0          | 1            | 0            | 0            | 0            | 10       | 0      | 1           | 0          |
| K. Laribi       | 11       | 0       | 0           | 0          | 0            | 0            | 0            | 0            | 11       | 0      | 0           | 0          |
| A. Longhi       | 6        | 0       | 1           | 0          | 2            | 0            | 0            | 0            | 8        | 0      | 1           | 0          |
| F. Magnanelli   | 34       | 1       | 8           | 0          | 1            | 0            | 0            | 0            | 35       | 1      | 8           | 0          |
| S. Missiroli    | 24       | 2       | 6           | 1          | 1            | 0            | 0            | 0            | 25       | 2      | 6           | 1          |
| G. Pegolo       | 2        | -2      | 1           | 0          | 1            | -1           | 0            | 0            | 3        | -3     | 1           | 0          |
| L. Pellegrini   | 19       | 3       | 4           | 1          | 1            | 0            | 1            | 0            | 20       | 3      | 5           | 1          |
| F. Peluso       | 34       | 1       | 11          | 0          | 2            | 0            | 0            | 0            | 36       | 1      | 11          | 0          |
| M. Politano     | 28       | 5       | 3           | 0          | 1            | 0            | 0            | 0            | 29       | 5      | 3           | 0          |
| A. Pomini       | 0        | -0      | 0           | 0          | 0            | 0            | 0            | 0            | 0        | 0      | 0           | 0          |
| N. Sansone      | 37       | 7       | 8           | 0          | 1            | 0            | 0            | 0            | 38       | 7      | 8           | 0          |
| E. Terranova    | 6        | 0       | 1           | 0          | 0            | 0            | 0            | 0            | 6        | 0      | 1           | 0          |
| M. Trotta       | 8        | 1       | 0           | 0          | -            | -            | -            | -            | 8        | 1      | 0           | 0          |
| Š. Vrsaljko     | 35       | 0       | 8           | 1          | 1            | 0            | 0            | 0            | 36       | 0      | 8           | 1          |

## Giovanili

### Organigramma
Organigramma aggiornato al 29 giugno 2015.
Area direttiva
- Responsabile settore giovanile: Stefano Fattori
- Coordinatore tecnico:
- Segretario settore giovanile:

Area organizzativa
- Responsabile organizzativo: Stefano Grandi
- Segreteria: Marco Ferrari
- Team manager: Fabrizio Costi
- Magazziniere: Antonio Pillitteri
- Trasporti: Giorgio Trinelli, Giovanni Paganelli

Area comunicazione
- Addetto stampa: Massimo Paroli

Area tecnica
- Coordinatore area tecnica: Paolo Mandelli
- Coordinatore preparazione atletica: Stefano Taparelli
- Coordinatore preparatori dei portieri: Stefano Riccò
- Responsabile attività di base: Christian Papalato
- Coordinatore educazione motoria delle attività di base: Chiara Colognesi
- Tutor: Enrico Costi

### Piazzamenti
- Primavera:
  - Campionato: 5° nel Girone A, eliminato ai quarti di finale nella Fase finale.
  - Coppa Italia: Primo turno eliminatorio